# Jean-Claude Petit (homme politique)
Pour les articles homonymes, voir Jean-Claude Petit et Petit.
Jean-Claude Petit, né le 2 septembre 1933 à Rennes et mort le 22 janvier 2003 à Saint-Malo, est un homme politique français.

## Biographie
Il est membre des Républicains indépendants.
Professeur de sciences physiques dans le Finistère, il est député de la huitième circonscription du Finistère lors de la IVe législature de la Ve République. Il est battu lors des législatives de 1973 par Louis Le Pensec.